# 마음작용 (아비달마품류족론)
이 문서는 부파불교의 설일체유부의 주요 논서인 《아비달마품류족론》에서 설명하고 있는 마음작용 즉 심소법(心所法)에 대해 다룬다. 마음작용에 대한 전체적 · 일반적 내용은 '마음작용 문서'에서 다루고 있다.
설일체유부의 논사 세우(世友, Vasumitra: 1~2세기)는 자신의 저서 《아비달마품류족론》 제1권에서 마음작용[心所法]이란 마음과 상응(相應)하는 모든 법(法)을 통칭하는 것이라고 정의하고 있다.
그리고 세우는 마음작용에 속한 법들로
수(受: 지각) · 상(想: 표상) · 사(思: 의지) 등과 같이 일반적으로도 의식작용(意識作用)이라고 쉽게 인정되는 것들뿐만 아니라,
불선근(不善根) · 결(結) · 박(縛) · 전(纏) · 수면(隨眠) · 수번뇌(隨煩惱) 등의 모든 번뇌(煩惱) 또는 불선법(不善法)과
선근(善根) · 신(信) · 근(勤) · 불방일(不放逸) 등의 선법(善法)과
염(念) · 정(定) 등의 선정(禪定)과
지(智) · 혜(慧) · 견(見) · 현관(現觀) 등의 모든 지혜(智慧)를 들고 있다.

## 정의
《아비달마품류족론》에서는 마음작용[心所法]을 다음과 같이 정의하고 있다.
心所法云何。謂若法心相應。此復云何。謂受想思觸作意欲勝解念定慧信勤尋伺放逸不放逸善根不善根無記根。一切結縛隨眠。隨煩惱纏。諸所有智。諸所有見。諸所有現觀。復有所餘如是類法與心相應。總名心所法。— 《아비달마품류족론》, 제1권. p. 692b29-c05. 한문본

심소법(心所法)이란 무엇인가? 마음과 상응(相應)하는 법을 말한다. 이것은 또 무엇인가? 수(受) · 상(想) · 사(思) · 촉(觸) · 작의(作意) · 욕(欲) · 승해(勝解) · 염(念) · 정(定) · 혜(慧) · 신(信) · 근(勤) · 심(尋) · 사(伺) · 방일(放逸) · 불방일(不放逸) · 선근(善根) · 불선근(不善根) · 무기근(無記根)과, 모든 결(結) · 박(縛) · 수면(隨眠) · 수번뇌(隨煩惱) · 전(纏)과, 존재하는 모든 지(智) · 존재하는 모든 견(見) · 존재하는 모든 현관(現觀)과, 이들 외에 이들과 같은 부류의 법들 즉 마음과 상응하는 다른 모든 법들을  다함께 칭하여 심소법이라 한다.— 《아비달마품류족론》, 제1권. 1-2쪽. 한글본, 편집자가 번역 일부 수정.

## 개별 법의 설명
아래 목록은 《아비달마품류족론》에 나타난 순서대로 나열되어 있으며, 해당 설명도 《아비달마품류족론》에 따른 것이다.

### (1) 수(受)
수(受, 감수작용, 지각, 느낌, 과보의 영납,
산스크리트어: vedanā,
팔리어: vedanā,
영어: feeling,
sensation)는 영납성(領納性) 즉 받아들이는 성질이다. 낙수(樂受) · 고수(苦受) · 불고불락수(不苦不樂受)의 3수(三受)로 나뉜다.

### (2) 상(想)
상(想, 표상작용, 취상(取像), 취상(取相), 구료상(搆了相),
산스크리트어: saṃjñā,
팔리어: saññā,
영어: perception, cognition,
conceptualization, distinguishing,
idea)은 취상성(取像性) 즉 형상(形相)을 취하는 성질이다. 소상(小想) · 대상(大想) · 무량상(無量想)의 3상(三想)으로 나뉜다.

### (3) 사(思)
사(思, 의사, 의지, 추진, 조작(造作), 짓고 만듦,
산스크리트어: cetanā,
팔리어: cetanā,
영어: volition,
directionality of mind, attraction,
urge)는 심조작성(心造作性) 즉 마음으로 하여금 짓고 만들게[造作] 하는 성질이다. 즉 의업(意業)이 곧 사(思)이다. 선사(善思) · 불선사(不善思) · 무기사(不善思)의 3사(三思)로 나뉜다.

### (4) 촉(觸)
촉(觸, 접촉, 3사화합 · 분별 · 변이,
산스크리트어: sparśa,
팔리어: phassa,
영어: contact)은 3화합성(三和合性) 즉 근 · 경 · 식의 3가지가 화합된 상태의 성질이다. 순락수촉(順樂受觸) · 순고수촉(順苦受觸) · 순불고불락수촉(順不苦不樂受觸)의 3촉(三觸)으로 나뉜다.

### (5) 작의(作意)
작의(作意, 마음을 일으킴, 기억을 일으킴, 주의, 유의, 발동과 유지,
산스크리트어: manasikara,
팔리어: manasikara,
영어: attention,
act of attention,
ego-centric demanding)는 심경각성(心警覺性) 즉 마음으로 하여금 일깨워지게 하는 성질이다. 학작의(學作意) · 무학작의(無學作意) · 비학비무학작의(非學非無學作意)의 3작의(三作意)로 나뉜다.

### (6) 욕(欲)
욕(欲, 희망, 욕구, 희망의 인발,
산스크리트어: chanda,
팔리어: chanda,
영어: intention, interest,
desire to act,
desire for action, aspiration)은 요작성(樂作性) 즉 짓는 것[造作]을 좋아하고 바라는 성질이다.

### (7) 승해(勝解)
승해(勝解, 확실한 이해, 뛰어난 이해, 인가와 유지,
산스크리트어: adhimokṣa,
adhimoksha,
adhimukti,
팔리어: adhimokkha,
영어: interest,
intensified interest,
decision,
firm conviction,
resolution,
approval)는 마음으로 하여금 현재[正] · 과거[已] · 미래[當]에서 뛰어나게[勝] 알게[解] 하는 성질이다.

### (8) 염(念)
염(念, 관, 정념, 4념처, 끊임없는 수동적 관찰,
명기(明記)와 불망(不忘), 주의집중, 불산란,
산스크리트어: smṛti,
팔리어: sati,
영어: mindfulness,
awareness,
inspection,
recollection,
retention,
memory)은 심명기성(心明記性) 즉 마음으로 하여금 분명히 기록하게 하고 그리고 기록에 따른 2차적 작용인 기억이 일어나게 하는 성질이다.

### (9) 정(定)
정(定, 심일경, 대상과 하나됨, 전일(專一), 선정과 삼매,
산스크리트어: samādhi,
팔리어: samādhi,
산스크리트어: ekāgratā,
팔리어: ekaggatā,
영어: concentration,
one-pointedness,
unification,
unification of mind)은 심일경성(心一境性) 즉 마음으로 하여금 대상과 일심(一心)의 상태가 되게 하는 성질, 즉 마음으로 하여금 대상[境]과 하나가 되게[一] 하는 성질이다.

### (10) 혜(慧)
혜(慧, 반야, 택법, 간택, 식별, 지혜, 의심을 끊음,
산스크리트어: prajñā,
팔리어: paññā,
영어: wisdom, discrimination, discernment)는 심택법성(心擇法性) 즉 마음으로 하여금 택법(擇法: 법의 선 · 악 · 무기를 판단하고 결정하여  취할 것을 취하고 버릴 것은 버리고 그대로 둘 것은 그대로 둠, 즉 8정도(선)를 취하고 8사행(악)을 버리고 무기를 그대로 둠)을 행하게 하는 성질이다.

### (11) 신(信)
신(信, 믿음, 인가, 청정, 희망,
산스크리트어: śraddhā,
팔리어: saddhā,
영어: faith)은 심징정성(心澄淨性) 즉 마음으로 하여금 맑고 깨끗해지게 하는 성질이다.

### (12) 근(勤)
근(勤, 마음의 용맹함, 정진, 결단과 인내,
산스크리트어: vīrya, 팔리어: viriya,
영어: diligence,
energy,
perseverance,
enthusiasm,
sustained effort)은 심용한성(心勇悍性) 즉 마음으로 하여금 용감하고 굳세게 하는 성질이다.

### (13) 심(尋)
심(尋, 대강의 상(相: 성질, 모습, 자성)을 분별함,
거친 성질, 거친 움직임,
산스크리트어: vitarka,
vitarkah,
팔리어: vitakka,
영어: conception,
selectiveness,
gross detection,
examination,
application of thought,
applied thinking,
initial application,
grossness of the mind)은 심추동성(心麤動性) 즉 마음으로 하여금 거칠게 움직이게 하는 성질이다.

### (14) 사(伺)
사(伺, 자세한 상(相: 성질, 모습, 자성)을 분별함,
세밀한 성질, 세밀한 움직임,
산스크리트어: vicara,
vitarkah,
팔리어: vicāra,
영어: discernment,
discursiveness,
analysis,
sustained application,
sustained thinking,
selectiveness,
subtle discernment,
subtlety of the mind)는 심세동성(心細動性) 즉 마음으로 하여금 미세하게 움직이게 하는 성질이다.

### (15) 방일(放逸)
방일(放逸, 노는 것, 불성실, 포기,
선법을 닦지 않음, 마음을 방호하지 않음,
산스크리트어: pramāda,
영어: heedlessness,
carelessness,
unconcern,
non-diligence)은 선법(善法)을 수행하지 않게 하는 성질이다.

### (16) 불방일(不放逸)
불방일(不放逸, 성실, 선법을 닦음, 마음을 방호함,
산스크리트어: apramāda,
팔리어: appamada,
영어: carefulness,
concern,
conscientiousness,
conscious awareness, diligence)은 선법(善法)을 수행하게 하는 성질이다.

### (17) 선근(善根)
선근(善根)은 3선근(三善根) 즉 무탐(無貪) · 무진(無瞋) · 무치(無癡)이다.

### (18) 불선근(不善根)
불선근(不善根)은 3불선근(三不善根) 즉 탐(貪) · 진(瞋) · 치(癡)이다.

### (19) 무기근(無記根)
무기근(無記根)은 4무기근(四無記根) 즉 무기애(無記愛) · 무기견(無記見) · 무기만(無記慢) · 무기무명(無記無明)이다.

### (20) 결(結: 9가지)
결(結)은 애결(愛結) · 에결(恚結) · 만결(慢結) · 무명결(無明結) · 견결(見結) · 취결(取結) · 의결(疑結) · 질결(嫉結) · 간결(慳結)의 9결(九結)을 말한다.

#### (20.1) 애결(愛結)
애결(愛結)은 3계탐(三界貪) 즉 3계(三界)의 탐(貪)이다. 즉 욕탐(欲貪: 욕계의 탐) · 색탐(色貪: 색계의 탐) · 무색탐(無色貪: 무색계의 탐)을 말한다.

#### (20.2) 에결(恚結)
에결(恚結)은 유정 즉 중생에게 손해(損害)를 입히는 것이다.

#### (20.3) 만결(慢結: 7가지)
만결(慢結, 거만, 자만, 오만, 고거심,
산스크리트어: māna,
팔리어: māna,
영어: pride,
arrogance,
conceit)은 만(慢) · 과만(過慢) · 만과만(慢過慢) · 아만(我慢) · 증상만(增上慢) · 비만(卑慢) · 사만(邪慢)의 7만(七慢)을 말한다.

##### (20.3.1) 만(慢)
만(慢)은 자기보다 열등한 이에 대해 자기가 더 뛰어나다는 생각을 일으키거나 또는 자기와 동등한 이에 대해 자기와 동등하다는 생각을 일으킴으로써 마음으로 하여금 자신을 높이고 뽐내게[高舉] 하거나 스스로 자부하면서 다른 사람을 업신여기게[恃篾] 하는 것이다.

##### (20.3.2) 과만(過慢)
과만(過慢)은 자기와 동등한 이에 대해 자기가 더 뛰어나다는 생각을 일으키거나 또는 자기보다 더 뛰어난 이에 대해 자기와 동등하다는 생각을 일으킴으로써 마음으로 하여금 자신을 높이고 뽐내게[高舉] 하거나 스스로 자부하면서 다른 사람을 업신여기게[恃篾] 하는 것이다.
(20.3.3) 만과만(慢過慢)
만과만(慢過慢)은 자기보다 더 뛰어난 이에 대해 자기가 더 뛰어나다는 생각을 일으킴으로써 마음으로 하여금 자신을 높이고 뽐내게[高舉] 하거나 스스로 자부하면서 다른 사람을 업신여기게[恃篾] 하는 것이다.

##### (20.3.4) 아만(我慢)
아만(我慢)은 5취온(五取蘊) 등을 보고 나[我]와 내 것[我所]이라고 집착하여 마음으로 하여금 자신을 높이고 뽐내게[高舉] 하거나 스스로 자부하면서 다른 사람을 업신여기게[恃篾] 하는 것이다.

##### (20.3.5) 증상만(增上慢)
증상만(增上慢)은 아직 증득하지 못한 상위의 뛰어난 법을 증득했다는 생각을 일으킴으로써 마음으로 하여금 자신을 높이고 뽐내게[高舉] 하거나 스스로 자부하면서 다른 사람을 업신여기게[恃篾] 하는 것이다.

##### (20.3.6) 비만(卑慢)
비만(卑慢)은 자기보다 훨씬 더 뛰어난 이에 대해 자기가 조금 열등하다는 생각을 일으킴으로써 마음으로 하여금 자신을 높이고 뽐내게[高舉] 하거나 스스로 자부하면서 다른 사람을 업신여기게[恃篾] 하는 것이다.

##### (20.3.7) 사만(邪慢)
사만(邪慢)은 실제로는 덕이 없는 것을 덕이 있는 것이라고 착각하는 생각을 일으킴으로써 마음으로 하여금 자신을 높이고 뽐내게[高舉] 하거나 스스로 자부하면서 다른 사람을 업신여기게[恃篾] 하는 것이다.

#### (20.4) 무명결(無明結)
무명결(無明結, 어리석음, 우치, 무지(無知), 무지(無智), 무현(無顯),
산스크리트어: moha,
mūdha,
avidyā,
팔리어: avijjā,
영어: ignorance,
delusion,
error)은 3계무지(三界無智) 즉 3계의 무지(無智)이다. 즉, 욕계의 무지(無智) · 색계의 무지(無智) · 무색계의 무지(無智)를 총칭한다.

#### (20.5) 견결(見結: 3가지)
견결(見結)은 유신견(有身見) · 변집견(邊執見) · 사견(邪見)의 3견(三見)을 말한다.

##### (20.5.1) 유신견(有身見)
유신견(有身見, 살가야견,
산스크리트어: satkāya-drsti, 팔리어: sakkāya-ditth, 영어: view of individuality,
self view,
identity view)은 5취온을 등수관(等隨觀)하여 나와 내 것이라고 집착함에 따라 일으킨 인(忍) · 낙(樂) · 혜(慧) · 관(觀) · 견(見)이다.

##### (20.5.2) 변집견(邊執見)
변집견(邊執見, 극단적인 견해, 단견과 상견,
산스크리트어: anta-grāha-drsti,
팔리어: anta-ggāhikā,
영어: extreme views,
extreme view)은 5취온을 등수관(等隨觀)하여 아주 소멸되는 것[斷] 또는 영원한 것[常]이라고 집착함에 따라 일으킨 인(忍) · 낙(樂) · 혜(慧) · 관(觀) · 견(見)이다.

##### (20.5.3) 사견(邪見)
사견(邪見, 그릇된 견해, 진리에 어긋난 견해, 인과를 부정하는 견해,
산스크리트어: mithyā-drsti,
팔리어: sassata-ditthi,
영어: false view,
evil view)은 원인[因] · 결과[果] 혹은 작용(作用)을 비방하거나 실사(實事: 실제의 일)를 파괴함에 따라 일으킨 인(忍) · 낙(樂) · 혜(慧) · 관(觀) · 견(見)

#### (20.6) 취결(取結: 2가지)
취결(取結)은 견취(見取) · 계금취(戒禁取)의 2취(二取)를 말한다.

##### (20.6.1) 견취(見取)
견취(見取, 염오견에 대한 집착,
산스크리트어: drstiparāmarśa,
영어: adherence to views,
view of attachment to views)는 5취온을 등수관(等隨觀)하여 최상[最]이라거나 뛰어난[勝] 것이라거나 으뜸[上]이라거나 지극한[極] 것이라고 집착함에 따라 일으킨 인(忍) · 낙(樂) · 혜(慧) · 관(觀) · 견(見)이다.

##### (20.6.2) 계금취(戒禁取)
계금취(戒禁取, 그릇된 계금에 대한 집착,
산스크리트어: śīla-vrata-parāmarśa,
영어: adherence to observances and rituals,
view of rigid attachment to the precepts)는 5취온을 등수관(等隨觀)하여 청정(清淨)하게 할 수 있는 것, 해탈(解脫)하게 할 수 있는 것, 출리(出離: 벗어남)하게 할 수 있는 것이라고 집착함에 따라 일으킨 인(忍) · 낙(樂) · 혜(慧) · 관(觀) · 견(見)이다.

#### (20.7) 의결(疑結)
의결(疑結, 의심, 망설임, 주저함, 미룸, 진리에 대한 유예,
산스크리트어: vicikitsa,
vicikitsā,
팔리어: vicikicchā,
영어: doubt,
indecision,
skepticism,
indecisive wavering)은 진리[諦]에 대하여 유예(猶豫: 망설임, 결정을 미룸)하는 것이다.

#### (20.8) 질결(嫉結)
질결(嫉結, 시기, 질투,
산스크리트어: īrṣyā,
irshya,
팔리어: issā,
영어: jealousy,
envy)은 심투기(心妒忌) 즉 질투[妒]와 시기[忌]의 마음작용이다.

#### (20.9) 간결(慳結)
간결(慳結, 아까워함, 인색, 희사하지 못함, 베풀지 못함,
산스크리트어: mātsarya,
팔리어: macchariya,
영어: stinginess,
avarice,
miserliness,
greed)은 심비린(心鄙吝) 즉 추한 아낌의 마음작용이다. 즉, 마음이 비루하게 인색한 것이다.

### (21) 박(縛)
모든 결(結)을 또한 박(縛)이라고도 한다. 박(縛)에는 특히 탐박(貪縛) · 진박(瞋縛) · 치박(癡縛)의 3박(三縛)이 있다.

### (22) 수면(隨眠: 7가지)
수면(隨眠)은 욕탐수면(欲貪隨眠: 5가지) · 진수면(瞋隨眠: 5가지) · 유탐수면(有貪隨眠: 10가지) · 만수면(慢隨眠: 15가지) · 무명수면(無明隨眠: 15가지) · 견수면(見隨眠: 36가지) · 의수면(疑隨眠: 12가지)의 7수면(七隨眠)을 말하며, 구체적으로는 총 98가지의 근본번뇌이다.

#### (22.1) 욕탐수면(欲貪隨眠: 5가지)
욕탐수면(欲貪隨眠)은 욕계계(欲界繫: 욕계의 속박 즉 욕계의 번뇌)로서의 견고소단(見苦所斷) · 견집소단(見集所斷) · 견멸소단(見滅所斷) · 견도소단(見道所斷) · 수도소단(修道所斷)의 5부(五部)의 탐(貪)이다.
구체적으로 열거하면 다음과 같다.
1. 욕계계(欲界繫)로서의 견고소단(見苦所斷)의 탐(貪)
2. 욕계계(欲界繫)로서의 견집소단(見集所斷)의 탐(貪)
3. 욕계계(欲界繫)로서의 견멸소단(見滅所斷)의 탐(貪)
4. 욕계계(欲界繫)로서의 견도소단(見道所斷)의 탐(貪)
5. 욕계계(欲界繫)로서의 수도소단(修道所斷)의 탐(貪)

#### (22.2) 진수면(瞋隨眠: 5가지)
진수면(瞋隨眠)은 견고소단(見苦所斷) · 견집소단(見集所斷) · 견멸소단(見滅所斷) · 견도소단(見道所斷) · 수도소단(修道所斷)의 5부(五部)의 진(瞋)이다.
구체적으로 열거하면 다음과 같다. 참고로, 진(瞋)은 욕계에서만 존재하며 색계와 무색계에서는 존재하지 않는다.
1. 욕계계(欲界繫)로서의 견고소단(見苦所斷)의 진(瞋)
2. 욕계계(欲界繫)로서의 견집소단(見集所斷)의 진(瞋)
3. 욕계계(欲界繫)로서의 견멸소단(見滅所斷)의 진(瞋)
4. 욕계계(欲界繫)로서의 견도소단(見道所斷)의 진(瞋)
5. 욕계계(欲界繫)로서의 수도소단(修道所斷)의 진(瞋)

#### (22.3) 유탐수면(有貪隨眠: 10가지)
유탐수면(有貪隨眠)은 색계계(色界繫: 색계의 속박 즉 색계의 번뇌)로서의 견고소단(見苦所斷) · 견집소단(見集所斷) · 견멸소단(見滅所斷) · 견도소단(見道所斷) · 수도소단(修道所斷)의 5부(五部)의 탐(貪)과 무색계계(無色界繫: 무색계의 속박 즉 무색계의 번뇌)로서의 견고소단(見苦所斷) · 견집소단(見集所斷) · 견멸소단(見滅所斷) · 견도소단(見道所斷) · 수도소단(修道所斷)의 5부(五部)의 탐(貪)의 총 10가지이다.
구체적으로 열거하면 다음과 같다.
1. 색계계(色界繫)로서의 견고소단(見苦所斷)의 탐(貪)
2. 색계계(色界繫)로서의 견집소단(見集所斷)의 탐(貪)
3. 색계계(色界繫)로서의 견멸소단(見滅所斷)의 탐(貪)
4. 색계계(色界繫)로서의 견도소단(見道所斷)의 탐(貪)
5. 색계계(色界繫)로서의 수도소단(修道所斷)의 탐(貪)
6. 무색계계(無色界繫)로서의 견고소단(見苦所斷)의 탐(貪)
7. 무색계계(無色界繫)로서의 견집소단(見集所斷)의 탐(貪)
8. 무색계계(無色界繫)로서의 견멸소단(見滅所斷)의 탐(貪)
9. 무색계계(無色界繫)로서의 견도소단(見道所斷)의 탐(貪)
10. 무색계계(無色界繫)로서의 수도소단(修道所斷)의 탐(貪)

#### (22.4) 만수면(慢隨眠: 15가지)
만수면(慢隨眠)은 욕계계(欲界繫: 욕계의 속박 즉 욕계의 번뇌)로서의 5부(五部)의 만(慢), 색계계(色界繫: 색계의 속박 즉 색계의 번뇌)로서의 5부(五部)의 만(慢), 무색계계(無色界繫: 무색계의 속박 즉 무색계의 번뇌)로서의 5부(五部)의 만(慢)의 총 15가지이다.
구체적으로 열거하면 다음과 같다.
1. 욕계계(欲界繫)로서의 견고소단(見苦所斷)의 만(慢)
2. 욕계계(欲界繫)로서의 견집소단(見集所斷)의 만(慢)
3. 욕계계(欲界繫)로서의 견멸소단(見滅所斷)의 만(慢)
4. 욕계계(欲界繫)로서의 견도소단(見道所斷)의 만(慢)
5. 욕계계(欲界繫)로서의 수도소단(修道所斷)의 만(慢)
6. 색계계(色界繫)로서의 견고소단(見苦所斷)의 만(慢)
7. 색계계(色界繫)로서의 견집소단(見集所斷)의 만(慢)
8. 색계계(色界繫)로서의 견멸소단(見滅所斷)의 만(慢)
9. 색계계(色界繫)로서의 견도소단(見道所斷)의 만(慢)
10. 색계계(色界繫)로서의 수도소단(修道所斷)의 만(慢)
11. 무색계계(無色界繫)로서의 견고소단(見苦所斷)의 만(慢)
12. 무색계계(無色界繫)로서의 견집소단(見集所斷)의 만(慢)
13. 무색계계(無色界繫)로서의 견멸소단(見滅所斷)의 만(慢)
14. 무색계계(無色界繫)로서의 견도소단(見道所斷)의 만(慢)
15. 무색계계(無色界繫)로서의 수도소단(修道所斷)의 만(慢)

#### (22.5) 무명수면(無明隨眠: 15가지)
무명수면(無明隨眠)은 욕계계(欲界繫: 욕계의 속박 즉 욕계의 번뇌)로서의 5부(五部)의 무명(無明), 색계계(色界繫: 색계의 속박 즉 색계의 번뇌)로서의 5부(五部)의 무명(無明), 무색계계(無色界繫: 무색계의 속박 즉 무색계의 번뇌)로서의 5부(五部)의 무명(無明)의 총 15가지이다.
구체적으로 열거하면 다음과 같다.
1. 욕계계(欲界繫)로서의 견고소단(見苦所斷)의 무명(無明)
2. 욕계계(欲界繫)로서의 견집소단(見集所斷)의 무명(無明)
3. 욕계계(欲界繫)로서의 견멸소단(見滅所斷)의 무명(無明)
4. 욕계계(欲界繫)로서의 견도소단(見道所斷)의 무명(無明)
5. 욕계계(欲界繫)로서의 수도소단(修道所斷)의 무명(無明)
6. 색계계(色界繫)로서의 견고소단(見苦所斷)의 무명(無明)
7. 색계계(色界繫)로서의 견집소단(見集所斷)의 무명(無明)
8. 색계계(色界繫)로서의 견멸소단(見滅所斷)의 무명(無明)
9. 색계계(色界繫)로서의 견도소단(見道所斷)의 무명(無明)
10. 색계계(色界繫)로서의 수도소단(修道所斷)의 무명(無明)
11. 무색계계(無色界繫)로서의 견고소단(見苦所斷)의 무명(無明)
12. 무색계계(無色界繫)로서의 견집소단(見集所斷)의 무명(無明)
13. 무색계계(無色界繫)로서의 견멸소단(見滅所斷)의 무명(無明)
14. 무색계계(無色界繫)로서의 견도소단(見道所斷)의 무명(無明)
15. 무색계계(無色界繫)로서의 수도소단(修道所斷)의 무명(無明)

#### (22.6) 견수면(見隨眠: 36가지)
견수면(見隨眠)은 욕계계(欲界繫: 욕계의 속박 즉 욕계의 번뇌)로서의 12가지 견(見), 색계계(色界繫: 색계의 속박 즉 색계의 번뇌)로서의 12가지 견(見), 무색계계(無色界繫: 무색계의 속박 즉 무색계의 번뇌)로서의 12가지 견(見)의 총 36가지이다.
욕계계(欲界繫)로서의 12가지 견(見)은 구체적으로 다음을 말한다.
1. 욕계계(欲界繫)로서의 유신견(有身見). 설일체유부의 교학에 따르면, 유신견과 변집견은 오로지 견고소단이다. 현상(고)에 대한 잘못된 견해이기 때문이다. 달리 말해,  현상의 원인(집), 현상이 극복된 상태(멸), 현상을 극복하는 길(도)에 관련된 견해가 아니다.
2. 욕계계(欲界繫)로서의 변집견(邊執見)
3. 욕계계(欲界繫)로서의 견고소단(見苦所斷)의 사견(邪見)
4. 욕계계(欲界繫)로서의 견집소단(見集所斷)의 사견(邪見)
5. 욕계계(欲界繫)로서의 견멸소단(見滅所斷)의 사견(邪見)
6. 욕계계(欲界繫)로서의 견도소단(見道所斷)의 사견(邪見)
7. 욕계계(欲界繫)로서의 견고소단(見苦所斷)의 견취(見取)
8. 욕계계(欲界繫)로서의 견집소단(見集所斷)의 견취(見取)
9. 욕계계(欲界繫)로서의 견도소단(見道所斷)의 견취(見取)
10. 욕계계(欲界繫)로서의 견멸소단(見滅所斷)의 견취(見取)
11. 욕계계(欲界繫)로서의 견고소단(見苦所斷)의 계금취(戒禁取). 설일체유부의 교학에 따르면, 계금취는 오로지 견고소단과 견도소단이다. 현상(고)과 그 현상을 극복하는 길(도)에 대한 잘못된 견해이기 때문이다. 달리 말해, 현상의 원인(집)과 현상이 극복된 상태(멸)와 관련된 것이 아니다.
12. 욕계계(欲界繫)로서의 견도소단(見道所斷)의 계금취(戒禁取)

색계계(色界繫)로서의 12가지 견(見)은 구체적으로 다음을 말한다.
1. 색계계(色界繫)로서의 유신견(有身見)
2. 색계계(色界繫)로서의 변집견(邊執見)
3. 색계계(色界繫)로서의 견고소단(見苦所斷)의 사견(邪見)
4. 색계계(色界繫)로서의 견집소단(見集所斷)의 사견(邪見)
5. 색계계(色界繫)로서의 견멸소단(見滅所斷)의 사견(邪見)
6. 색계계(色界繫)로서의 견도소단(見道所斷)의 사견(邪見)
7. 색계계(色界繫)로서의 견고소단(見苦所斷)의 견취(見取)
8. 색계계(色界繫)로서의 견집소단(見集所斷)의 견취(見取)
9. 색계계(色界繫)로서의 견도소단(見道所斷)의 견취(見取)
10. 색계계(色界繫)로서의 견멸소단(見滅所斷)의 견취(見取)
11. 색계계(色界繫)로서의 견고소단(見苦所斷)의 계금취(戒禁取)
12. 색계계(色界繫)로서의 견도소단(見道所斷)의 계금취(戒禁取)

무색계계(無色界繫)로서의 12가지 견(見)은 구체적으로 다음을 말한다.
1. 무색계계(無色界繫)로서의 유신견(有身見)
2. 무색계계(無色界繫)로서의 변집견(邊執見)
3. 무색계계(無色界繫)로서의 견고소단(見苦所斷)의 사견(邪見)
4. 무색계계(無色界繫)로서의 견집소단(見集所斷)의 사견(邪見)
5. 무색계계(無色界繫)로서의 견멸소단(見滅所斷)의 사견(邪見)
6. 무색계계(無色界繫)로서의 견도소단(見道所斷)의 사견(邪見)
7. 무색계계(無色界繫)로서의 견고소단(見苦所斷)의 견취(見取)
8. 무색계계(無色界繫)로서의 견집소단(見集所斷)의 견취(見取)
9. 무색계계(無色界繫)로서의 견도소단(見道所斷)의 견취(見取)
10. 무색계계(無色界繫)로서의 견멸소단(見滅所斷)의 견취(見取)
11. 무색계계(無色界繫)로서의 견고소단(見苦所斷)의 계금취(戒禁取)
12. 무색계계(無色界繫)로서의 견도소단(見道所斷)의 계금취(戒禁取)

#### (22.7) 의수면(疑隨眠: 12가지)
의수면(疑隨眠)은 욕계계(欲界繫: 욕계의 속박 즉 욕계의 번뇌)로서의 4가지 의(疑), 색계계(色界繫: 색계의 속박 즉 색계의 번뇌)로서의 4가지 의(疑), 무색계계(無色界繫: 무색계의 속박 즉 무색계의 번뇌)로서의 4가지 의(疑)의 총 12가지이다.
구체적으로 열거하면 다음과 같다.
1. 욕계계(欲界繫)로서의 견고소단(見苦所斷)의 의(疑)
2. 욕계계(欲界繫)로서의 견집소단(見集所斷)의 의(疑)
3. 욕계계(欲界繫)로서의 견멸소단(見滅所斷)의 의(疑)
4. 욕계계(欲界繫)로서의 견도소단(見道所斷)의 의(疑)
5. 색계계(色界繫)로서의 견고소단(見苦所斷)의 의(疑)
6. 색계계(色界繫)로서의 견집소단(見集所斷)의 의(疑)
7. 색계계(色界繫)로서의 견멸소단(見滅所斷)의 의(疑)
8. 색계계(色界繫)로서의 견도소단(見道所斷)의 의(疑)
9. 무색계계(無色界繫)로서의 견고소단(見苦所斷)의 의(疑)
10. 무색계계(無色界繫)로서의 견집소단(見集所斷)의 의(疑)
11. 무색계계(無色界繫)로서의 견멸소단(見滅所斷)의 의(疑)
12. 무색계계(無色界繫)로서의 견도소단(見道所斷)의 의(疑)

### (23) 수번뇌(隨煩惱)
수번뇌(隨煩惱)는 다음의 두 가지를 뜻한다.
1. 수번뇌(隨煩惱)는 모든 수면(隨眠)을 말한다. 즉, 수면의 세분인 6수면 · 7수면 · 10수면 혹은 98수면을 뜻한다.
2. 수번뇌(隨煩惱)는 5온 가운데 행온(行蘊)에 속한 마음작용(심소법) 가운데 수면(隨眠)을 제외한 모든 '염오성의 마음작용[染污心所]'을 뜻한다.

첫 번째의 경우 수번뇌는 모든 번뇌 가운데 근본번뇌만을 뜻한다. 두 번째의 경우 수번뇌는 모든 번뇌 가운데 근본번뇌를 따라 일어난 번뇌만을 뜻한다. 첫 번째와 두 번째의 뜻을 모두 합친 뜻인 경우 수번뇌는 '모든 번뇌'와 동의어이다

### (24) 전(纏)
전(纏)은 8전(八纏)을 말한다. 8전은 혼침(惛沈) · 도거(掉擧) · 수면(睡眠) · 악작(惡作) · 질(嫉) · 간(慳) · 무참(無慙) · 무괴(無愧)의 8가지 번뇌이다.

### (25) 모든 지(智: 10가지)
모든 지(智) 즉 제소유지(諸所有智: 존재하는 모든 지혜)는 10지(十智)로 나뉜다. 10지(十智)는 법지(法智) · 유지(類智) · 타심지(他心智) · 세속지(世俗智) · 고지(苦智) · 집지(集智) · 멸지(滅智) · 도지(道智) · 진지(盡智) · 무생지(無生智)이다.

#### (25.1) 법지(法智)
법지(法智)는 욕계계(欲界繫: 욕계의 번뇌)로서의 제행(諸行: 모든 행, 모든 유위법), 욕계계로서의 제행의 원인[因], 욕계계로서의 제행의 소멸[滅], 욕계계로서의 제행의 소멸에 이르는 길[道]을 소연(所緣)으로 하는 모든 무루지(無漏智: 무루의 지혜)이다. 또한 법지와 법지지(法智地)를 소연으로 하는 무루지도 법지에 속한다.

#### (25.2) 유지(類智)
유지(類智)는 색계계(色界繫: 색계의 번뇌) 혹은 무색계계(無色界繫: 색계의 번뇌)로서의 제행(諸行: 모든 행, 모든 유위법), 색계계 혹은 무색계계로서의 제행의 원인[因], 색계계 혹은 무색계계로서의 제행의 소멸[滅], 색계계 혹은 무색계계로서의 제행의 소멸에 이르는 길[道]을 소연(所緣)으로 하는 모든 무루지(無漏智: 무루의 지혜)이다. 또한 유지와 유지지(類智地)를 소연으로 하는 무루지도 유지에 속한다.

#### (25.3) 타심지(他心智)
타심지(他心智)는 욕계계(欲界繫: 욕계의 번뇌)와 색계계(色界繫: 색계의 번뇌)와 화합하여 눈앞에 나타나는 다른 이의 마음[心]과 마음작용[心所]을 '아는 지혜[智]'와 무루(無漏)의 일부인 다른 이의 마음과 마음작용을 '아는 지혜[智]'를 통칭하는 것으로, 지혜[智]를 닦는 가행(加行)을 통해 즉 지혜[智]를 닦는 별도의 수행을 통해 획득하고 성취할 수 있는 지혜[智]이다. 즉 특정한 수행을 닦아서 성취한, 수행의 결과[果]로서의 지혜[智]이다.

#### (25.4) 세속지(世俗智)
세속지(世俗智)는 모든 유루혜(有漏慧)를 말한다. 즉, 유루혜 또는 유루지(有漏智)와 동의어이다.

#### (25.5) 고지(苦智)
고지(苦智)는 5취온에 대하여 비상(非常) · 고(苦) · 공(空) · 비아(非我)라고 사유(思惟)함으로써 일으킨 무루지(無漏智)이다. 즉, 5취온에 대하여 '5취온은 일시적[非常]인 것이며, 5취온은 괴로운[苦] 것이며, 5취온은 공(空)하며, 5취온은 나가 아니다[非我]'라고 사유함으로써 획득한 무루의 지혜이다.

#### (25.6) 집지(集智)
집지(集智)는 유루(有漏)라는 원인[因]에 대하여 인(因) · 집(集) · 생(生) · 연(緣)이라고 사유(思惟)함으로써 일으킨 무루지(無漏智)이다. 즉, 유루(有漏)라는 원인[因]에 대하여 '유루는 괴로움이라는 결과[苦果]를 내는 원인[因]이며, 유루는 괴로움이라는 결과를 모아서 나타나게[集] 하며, 유루는 괴로움이라는 결과를 상속하여 나게[生] 하며, 유루는 괴로움이라는 결과를 이루게 하는 연(緣)이다'라고 사유함으로써 획득한 무루의 지혜이다.

#### (25.7) 멸지(滅智)
멸지(滅智)는 택멸(擇滅)에 대하여 멸(滅) · 정(靜) · 묘(妙) · 리(離)라고 사유(思惟)함으로써 일으킨 무루지(無漏智)이다. 즉, 택멸(擇滅)에 대하여 '택멸은 물(物) · 심(心)의 속박이 없는 진리[滅]이며, 택멸은 번뇌의 시끄러움이 없는 고요함[靜]이며, 택멸은 3계(三界)를 벗어나 온갖 근심이 없는 것[妙]이며, 택멸은 온갖 재액(災厄)을 여의었다[離]'라고 사유함으로써 획득한 무루의 지혜이다.

#### (25.8) 도지(道智)
도지(道智)는 성도(聖道: 8정도 · 37도품 등의 도제)에 대하여 도(道) · 여(如) · 행(行) · 출(出)이라고 사유(思惟)함으로써 일으킨 무루지(無漏智)이다. 즉, 성도(聖道)에 대하여 '성도는 진리에 들어가는 길(道)이며, 성도는 올바른 이치에 계합[如]하는 것이며, 성도는 열반의 적정한 경지에 가게[行]하는 것이며, 성도는 생사계를 벗어나게[出] 하는 것이다'라고 사유함으로써 획득한 무루의 지혜이다.

#### (25.9) 진지(盡智)
진지(盡智)는 "나는 이미 괴로움을 알았다[我已知苦]. 나는 이미 괴로움의 원인을 끊었다[我已斷集]. 나는 이미 괴로움의 소멸을 증득하였다[我已證滅]. 나는 이미 괴로움의 소멸에 이르는 길을 닦았다[我已修道]."라고 스스로 두루 알아서[遍知], 이러한 변지(遍知, 산스크리트어: parijñā)의 상태로부터 일어나는 지(智) · 견(見) · 명(明) · 각(覺) · 해(解) · 혜(慧) · 광(光) · 관(觀)을 모두 통칭하여 진지라 한다. (참고: 혜의 8가지 다른 이름)

#### (25.10) 무생지(無生智)
무생지(無生智)는 "나는 이미 [미래의 괴로움을 포함한 모든] 괴로움을 알았으므로 다시 더 알아야 할 괴로움이 없다[我已知苦不復當知]. 나는 이미 [미래의 괴로움의 원인을 포함한 모든] 괴로움의 원인을 끊었으므로 다시 더 끊어야 할 괴로움의 원인이 없다[我已斷集不復當斷]. 나는 이미 [미래의 괴로움의 소멸을 포함한 모든] 괴로움의 소멸을 증득하였으므로 다시는 더 증득해야 할 괴로움의 소멸이 없다[我已證滅不復當證]. 나는 이미 [미래의 괴로움의 소멸에 이르는 길을 포함한 모든] 괴로움의 소멸에 이르는 길을 닦았으므로 다시는 더 닦아야 할 괴로움의 소멸에 이르는 길이 없다[我已修道不復當修]."라고 스스로 두루 알아서[遍知], 이러한 변지(遍知, 산스크리트어: parijñā)의 상태로부터 일어나는 지(智) · 견(見) · 명(明) · 각(覺) · 해(解) · 혜(慧) · 광(光) · 관(觀)을 모두 통칭하여 무생지라 한다. (참고: 혜의 8가지 다른 이름)

### (26) 모든 견(見)
모든 견(見) 즉 제소유견(諸所有見: 존재하는 모든 견해)은 모든 지(智)와 모든 인(忍)을 말한다.
견(見)은 지(智)를 포함하는 개념이기 때문에 모든 지(智)는 견(見)이지만 모든 견(見)이 지(智)인 것은 아니다. 견(見)이면서 지(智)가 아닌 것을 인(忍)이라고 한다. 그리고, 여기서 말하는 견(見) · 지(智) · 인(忍)은 모두 무루(無漏)의 지혜로서의 견(見) · 지(智) · 인(忍)이다.
인(忍)에는 고법지인(苦法智忍) · 고류지인(苦類智忍) · 집법지인(集法智忍) · 집류지인(集類智忍) · 멸법지인(滅法智忍) · 멸류지인(滅類智忍) · 도법지인(道法智忍) · 도류지인(道類智忍)의 8인(八忍), 즉 8가지의 현관변(現觀邊)의 인(忍) 즉 8가지의 무간(無間)의 인(忍)이 있다.  여기서 현관변(現觀邊) 또는 무간(無間)이란, 예를 들어 고법지인(苦法智忍)이 발휘되는 순간에는 욕계에서 고제에 대해 미혹되게 하는 번뇌가 끊어지는데 따라서 고제의 진리와 고법지인(苦法智忍)의 지혜 사이에는 번뇌로 인한 장애(障礙) 또는 간격(間隔)이 존재하지 않으므로 '현전[現]에서 보고 있음[觀]의 극치[邊]'라는 뜻의 현관변(現觀邊) 또는 '간격[間]이 없다[無]'는 뜻의 무간(無間)이라 한다.

### (27) 모든 현관(現觀)
모든 현관(現觀: 현전에서 보고 있음, 앞에 있는 경계를 관함) 즉 제소유현관(諸所有現觀: 존재하는 모든 현관)은 모든 지(智)와 견(見)을 통칭한다. 여기서의 지(智)와 견(見)은 무루의 지혜로서의 지(智)와 견(見)을 뜻한다.

### (28) 기타
위에 열거한 법들 외의 마음과 상응하는 법들이 마음작용(심소법)에 속한다.

## 같이 보기
- 아비달마품류족론
- 마음작용
  - 부파불교의 설일체유부
    - 마음작용 (아비달마품류족론)
    - 마음작용 (아비달마구사론)
    - 마음작용 (아비달마순정리론)

  - 대승불교의 유식유가행파
    - 마음작용 (유가사지론)
    - 마음작용 (현양성교론)
    - 마음작용 (대승아비달마집론·잡집론)
    - 마음작용 (대승오온론·광오온론)
    - 마음작용 (대승백법명문론·해)
    - 마음작용 (성유식론)
- 심불상응행법 (아비달마품류족론)

## 참고 문헌
- 곽철환 (2003). 《시공 불교사전》. 시공사 / 네이버 지식백과. |title=에 외부 링크가 있음 (도움말)
- 세우 지음, 현장 한역, 송성수 번역 (K.949, T.1542). 《아비달마품류족론》. 한글대장경 검색시스템 - 전자불전연구소 / 동국역경원. K.949(25-149), T.1542(26-692). |title=에 외부 링크가 있음 (도움말)
- 운허.  동국역경원 편집, 편집. 《불교 사전》. |title=에 외부 링크가 있음 (도움말)
- (중국어) 星雲. 《佛光大辭典(불광대사전)》 3판. |title=에 외부 링크가 있음 (도움말)
- (중국어) 세우 조, 현장 한역 (T.1542). 《아비달마품류족론(阿毘達磨品類足論)》. 대정신수대장경. T26, No. 1542, CBETA. |title=에 외부 링크가 있음 (도움말)